# William Rowley

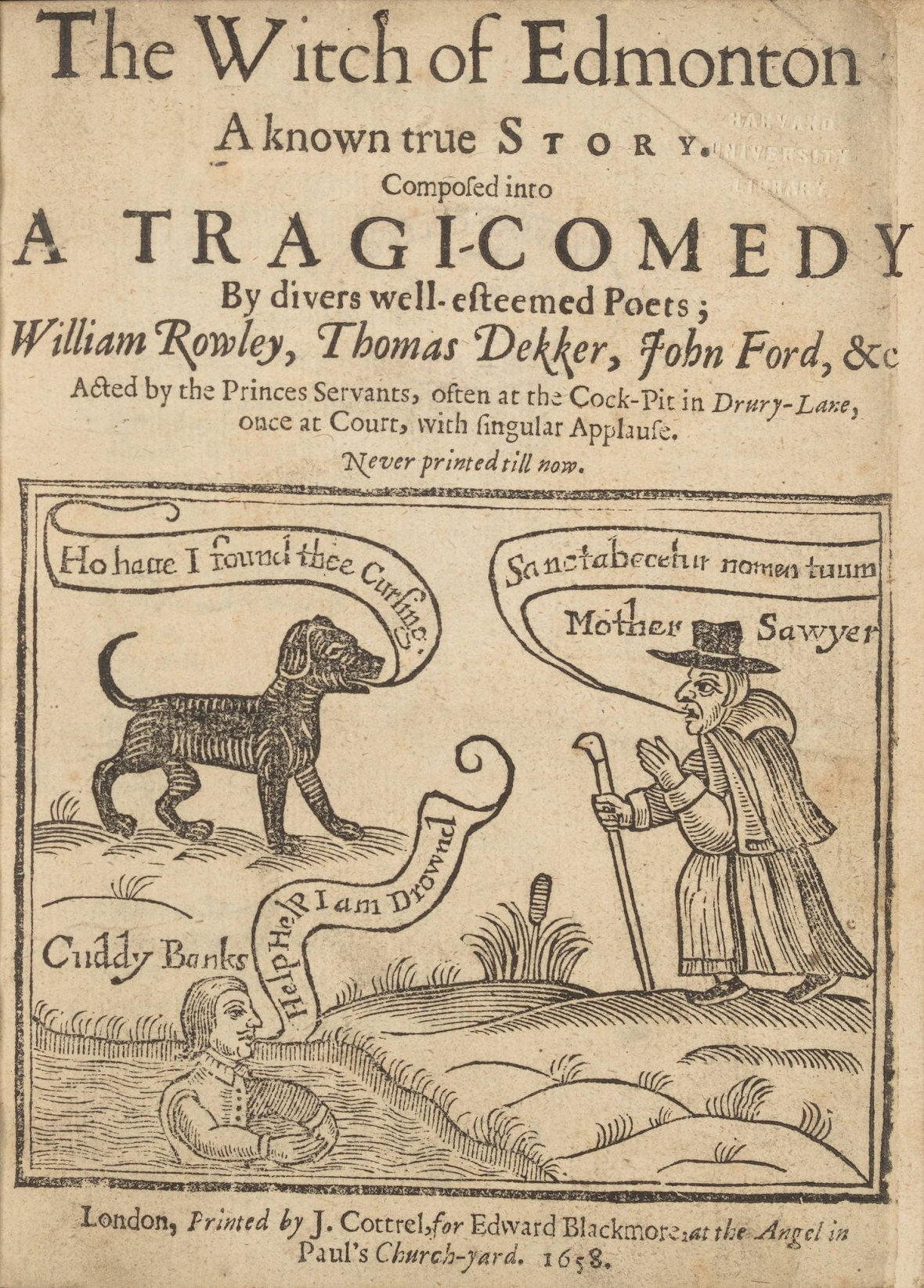
Witch of Edmonton - William Rowley

William Rowley (ur. ok. 1585, zm. luty 1642) – angielski aktor i dramaturg.
Jako aktor współpracował z wieloma dramaturgami swojej epoki, m.in. Thomasem Middletonem, Thomasem Dekkerem, Johnem Fordem. Sam napisał tragedię All's Lost by Lust (1620) oraz dwie komedie mieszczańskie A New Wonder: A Woman Never Vexed (1632) i A Match at Midnight (1633).